# James Stanhope (7. hrabia Stanhope)
James Richard Stanhope, 13. hrabia Chesterfield i 7. hrabia Stanhope KG (ur. 11 listopada 1880, zm. 15 sierpnia 1967), brytyjski arystokrata i polityk, członek Partii Konserwatywnej, minister w rządach Stanleya Baldwina i Neville’a Chamberlaina.
Był synem Arthura Stanhope’a, 6. hrabiego Stanhope, i Evelyn Pennefather. 21 kwietnia 1921 r. poślubił lady Eileen Browne (1889–1940), córkę George’a Browne’a, 6. markiza Sligo, i Agathy Hodgson. Nie miał dzieci. Po śmierci ojca w 1905 r. odziedziczył tytuł 7. hrabiego Stanhope i zasiadł w Izbie Lordów.
W latach 1924–1929 był cywilnym lordem Admiralicji. W rządzie narodowym został początkowo parlamentarnym i finansowym sekretarzem przy Admiralicji, a następnie, jeszcze w 1931 r., podsekretarzem stanu w Ministerstwie Wojny. W 1934 r. został podsekretarzem stanu w Ministerstwie Spraw Zagranicznych. W 1936 r. objął stanowisko pierwszego komisarza ds. prac publicznych. W 1937 r. został przewodniczącym Rady Edukacji. W 1938 r. został przewodniczącym Izby Lordów i pierwszym lordem Admiralicji. W 1939 r. otrzymał stanowisko Lorda Przewodniczącego Rady, pozostając jednocześnie przewodniczącym izby wyższej. Stanowiska te utracił po zmianie rządu w 1940 r.
W 1952 r. odziedziczył po śmierci swojego kuzyna tytuł 13. hrabiego Chesterfield. Nie używał jednak starszego tytułu i do końca życia pozostał przy tytule hrabiego Stanhope. Zmarł w 1967 r. nie pozostawiając po sobie potomka. Wraz z jego śmiercią wygasły tytuły hrabiego Chesterfield i hrabiego Stanhope. Tytuły wicehrabiego Stanhope of Mahon i barona Stanhope of Elvaston odziedziczył jego kuzyn, William Stanhope, 11. hrabia Harrington.